# دهستان گچلرات غربی
دهستان گچلرات غربی، دهستانی است از توابع بخش ارس شهرستان پلدشت در استان آذربایجان غربی ایران.

## جمعیت
براساس سرشماری سال ۱۳۹۵ جمعیت آن ۴٬۲۷۲ نفر (۱٬۰۵۶ خانوار) بوده است.